# Гогашвили, Шалва Моисеевич
Шалва Моисеевич Гогашвили (1915, село Гиоргети, Сигнахский уезд, Тифлисская губерния, Российская империя — неизвестно, село Орджоникидзе, Лагодехский район, Грузинская ССР) — звеньевой колхоза имени Орджоникидзе Лагодехского района, Грузинская ССР. Герой Социалистического Труда (1949).

## Биография
Родился в 1915 году в крестьянской семье в селе Гиоргети Сигнахского уезда. После окончания местной начальной школы трудился в сельском хозяйстве. Во время коллективизации вступил в колхоз имени Орджоникидзе Лагодехского района, в котором трудился до призыва в 1941 году в Красную Армию по мобилизации. Участвовал в Великой Отечественной войне. Воевал в составе 12-го фронтового железнодорожного парка Закавказского фронта. После демобилизации возвратился в родное село, где продолжил трудиться звеньевым табаководческого звена в колхозе имени Орджоникидзе Лагодехского района.
В 1948 году звено под его руководством собрало в среднем с каждого гектара по 30,7 центнера листьев табака сорта «Трапезонд» с площади 3,1 гектара. Указом Президиума Верховного Совета СССР от 3 мая 1949 года удостоен звания Героя Социалистического Труда за «получение высоких урожаев кукурузы и табака в 1948 году» с вручением ордена Ленина и золотой медали «Серп и Молот» (№ 3490).
После выхода на пенсию проживал в родном селе Гиоргети Лагодехского района. С 1976 года — персональный пенсионер союзного значения. Дата смерти не установлена.
Награды
- Герой Социалистического Труда
- Орден Ленина
- Медаль «За оборону Кавказа» (01.05.1944)